# Himertosoma magnificum
Himertosoma magnificum är en stekelart som först beskrevs av André Seyrig 1934.  Himertosoma magnificum ingår i släktet Himertosoma och familjen brokparasitsteklar. Inga underarter finns listade i Catalogue of Life.